# Louis Moe
Louis Maria Niels Peder Halling Moe (født 20. april 1857 i Tromøy ved Arendal, død 23. oktober 1945 i København) var norskfødt maler, illustrator og forfatter bosat i Danmark fra 1881 og dansk statsborger fra 1919.
Han var en af Nordens vigtigste bogillustratorerer i tiden før og omkring første verdenskrig, særlig af eventyrbøger med dyremotiver for børn.
I 1875 rejste Louis Moe til København, hvor han året efter begyndte på Kunstakademiet og fra 1882 til 1883 var elev af Lauritz Tuxen. Han bosatte sig fast i Danmark fra 1881. I folketællingen fra 1885 boede Louis Moe som gæst hos pianofabrikant Frederik Møller, hvis datter, Inger Møller (1868-1954), Moe giftede sig med i København d. 22. juni 1897. I 1896 byggede han imidlertid Juvlandsæter i Vrådal i Kviteseid kommune i Telemark. I dag er der et galleri på gården.
Louis Moe bidrog med fantasifulde illustrationer til klassiske værker som Saxo i 1898 og Eddadigtene i 1890, samt en mængde eventyrsamlinger og børnebøger. Han skrev og illustrerede Langt, langt borte i skoven! i 1904 og Den blaa fugl i 1912, og illustrerede værker af blandt andet Vilhelm Krag, Jacob B. Bull og Knut og Marie Hamsun. Han arbejdede også med grafik, det vil sige raderinger fra 1900 og litografier fra 1905. Hans billedhistorier uden tekst kan ses som forløbere for tegneseriene.
Han er begravet på Garnisons Kirkegård.
Louis Moe bør ikke forveksles med eventyrsamleren Jørgen Moe.

## Udvalgt bibliografi
- Illustrerede Julesalmer, København 1891.
- Norges Kongesagaer H.1, Kristiania 1896.
- Gamle Børnerim og Lege med nye Billeder, Kristiania 1901.
- Peder Paars : komisk Heltedigt, København 1902.
- Langt, langt borte i Skoge! : Stemninger og Vilddyrhistorier, Kristiania 1904.
- Brumle-Bumle : og andre muntre billedhistorier for barn, Kristiania 1921.
- I fest hos Skogkongen : ny billed og eventyrbok, Oslo 1929.
- Ragnarok : en Billeddigtning, København 1929.
- Valkyrien : romantisk Billeddigtning, København 1931.